# ゲルストマン・ストロイスラー・シャインカー症候群
ゲルストマン・ストロイスラー・シャインカー症候群（ゲルストマン・ストロイスラー・シャインカーしょうこうぐん、英: Gerstmann-Sträussler-Scheinker syndrome: GSS）は、四肢の麻痺、進行性の小脳失調、認知症等を主徴とする中枢神経の遺伝性疾患である。多くは家族性で、致命的な神経変性疾患である。常染色体優性遺伝。WHO国際疾病分類第10版 (ICD-10) ではA819、病名交換用コードはATN4。治療法は現在のところ見つかっておらず、発症後の余命は多くが5 - 10年であるが、10年以上に及ぶ場合もある。
クロイツフェルト・ヤコブ病（CJD）や遺伝性の致死性家族性不眠症（FFI）と共にプリオン病に分類される。
日本におけるプリオン病のうち1割程度を占め、多くの場合は40～50歳代で発症し男女差はないが、20～30歳代のうちに発症する場合もある。進行は致死性家族性不眠症やクロイツフェルト・ヤコブ病等の他のプリオン病の大半に比べて緩やかで、5 - 10年の経過をたどる 。痴呆は徐々に進行し数年後に無言無動状態に陥る。すべての症例でプリオン蛋白遺伝子の変異とプリオン蛋白からなるアミロイド斑が証明される必要がある。他の類似症例との鑑別は難しく遺伝子を調査する必要がある。

## 症状
症状は、緩徐に進行する構音障害と小脳性運動失調から始まり、続いて進行性の認知症が顕著になる。初期段階から記憶障害がみられる場合もある。錐体外路および錐体路症状が現れ、脊髄小脳失調症のような症状を呈することがある。ミオクローヌスはクロイツフェルト・ヤコブ病よりも低頻度である。 多くの患者は、眼振、視覚障害、さらには失明または難聴を呈する。